# Everybody Knows It's Christmas
Everybody Knows It's Christmas (en español: Todos saben que es Navidad) es el decimotercer álbum de estudio del cantautor estadounidense Chris Isaak. Fue publicado el 14 de octubre de 2022 a través de su imprenta Wicked Game, siendo distribuido por el revivido sello discográfico Sun Records.
El álbum contiene canciones navideñas con una variedad de otros sonidos tradicionales como rockabilly, country y góspel. La carátula contiene una ilustración diseñada por Isaak, inspirado por los trabajos navideños de Rankin-Bass.

## Concepto
Inspirado por los eventos de la pandemia por COVID-19, la lista de canciones contiene un mayor material original compuesto por Isaak, esto en comparación de su álbum previo navideño. La idea de crear canciones navideñas fue presentada por su mánager para ese álbum de 2004, pero terminó componiendo ocho canciones adicionales.
Dentro del álbum, hay canciones suyas con un aspecto más humorístico como «Dogs Love Christmas Too» y «Help Me Baby Jesus», yuxtapuestas con unas versiones de clásicos como «O Holy Night» y «Winter Wonderland».
“Los días festivos son un momento especial para mí y la pandemia nos dejó tan alienados. Sentía que hacer un álbum navideño era una gran oportunidad de juntar a las personas este año. [...] Fue genial trabajar con Dave Cobb en su icónico estudio en RCA, donde John Prine había instalado un árbol navideño por todo el año para mantener vivas las fiestas; adoraba esa idea así que planeo mantener ese espíritu vivo”.
— Chris Isaak (2022).

## Lista de canciones
Todas las canciones escritas y compuestas por Chris Isaak, excepto donde se especifique. 
| N.º   | Título                              | Escritor(es)                     | Duración |  |
| 1.    | «Winter Wonderland»                 | Felix Bernard · Richard B. Smith | 2:43     |  |
| 2.    | «Jingle Bell Rock»                  | Joe Beal · Jim Boothe            | 2:11     |  |
| 3.    | «Holiday Blues»                     |                                  | 2:54     |  |
| 4.    | «Run Rudolph Run»                   | Marvin Brodie · Johnny Marks     | 3:19     |  |
| 5.    | «I Believe in Santa Claus»          |                                  | 2:01     |  |
| 6.    | «Rockin' Around the Christmas Tree» | Johnny Marks                     | 1:33     |  |
| 7.    | «Everybody Knows It's Christmas»    |                                  | 1:31     |  |
| 8.    | «Christmas Comes But Once a Year»   |                                  | 3:07     |  |
| 9.    | «Help Me Baby Jesus»                |                                  | 2:19     |  |
| 10.   | «Dogs Love Christmas Too»           |                                  | 1:46     |  |
| 11.   | «Wrapping Presents for Myself»      |                                  | 3:44     |  |
| 12.   | «Almost Christmas»                  |                                  | 2:58     |  |
| 13.   | «O Holy Night»                      | Adolphe Adam                     | 2:43     |  |
| 32:55 |                                     |                                  |          |  |

| Edición deluxe |                                          |                                  |          |  |
| N.º            | Título                                   | Escritor(es)                     | Duración |  |
| 14.            | «Jingle Bells» (con Jess Dunbar)         | James Lord Pierpont              | 2:11     |  |
| 15.            | «Begging Forgiveness»                    |                                  | 2:26     |  |
| 16.            | «Dogs Love Christmas Too – Rodney's Mix» |                                  | 1:48     |  |
| 17.            | «Silent Night»                           | Franz Xaver Gruber · Joseph Mohr | 2:10     |  |
| 41:32          |                                          |                                  |          |  |

## Personal
Adaptados desde AllMusic.
- Chris Isaak – Artista principal, composición, ilustraciones, producción.
- Brandon Bell – Ingeniería.
- Phillip Smith – Ingeniería.
- Chad Smith – Diseño gráfico.
- Sheryl Louis – Management.
- Pete Lyman – Masterización.
- Dave Cobb – Mezcla, producción.
- Andrew Brightman – Coordinación de proyecto.
- Jess Dunbar – Coros.
- Matt Price – Coros.

## Posicionamiento en listas
| Listas (2022)                            | Mejor posición |
| ---------------------------------------- | -------------- |
| Estados Unidos (Top Current Album Sales) | 57             |